# أغوستين كاستيلو
أغوستين كاستيلو (بالإسبانية: Alberto Agustín Castillo) (5 مايو 1963 بإيكا في بيرو - ) هو مدرب كرة قدم ولاعب كرة قدم بيروفي في مركز الوسط. شارك مع منتخب بيرو لكرة القدم. أما مع النوادي، فقد لعب مع أليانزا ليما وديبورتيفو مانيسيبال ‏ وأتلتيكو مارته ‏ وديبورتيفو كوينكا ونادي سانتانيكوس أسوشيتد وأتلتيكو تشالاكو ونادي هيريديانو ونادي أكويلا.

## وصلات خارجية
- أغوستين كاستيلو على موقع قاعدة بيانات كرة القدم.إي يو (الإنجليزية)
- أغوستين كاستيلو على موقع ناشيونال فوتبول تيمز (الإنجليزية)